# LEDA 74886
LEDA 74886은 에리다누스자리 방향으로 약 7,000만 광년(21 메가파섹) 떨어져 있는 렌즈형 은하이다.

## 형태
렌즈형 은하이지만, 타원 은하에 가까운 형태를 띄고 있으며, 만원경으로 봤을 땐 초록색의 점으로 보인다.